# Super Smash Bros. (datorspelsserie)
Super Smash Bros. (SSB), känt i Japan som Dairantō Smash Brothers (大乱闘スマッシュブラザーズ Dairantō Sumasshu Burazāzu?), är en serie av crossoverfightingspel skapad av Nintendos utvecklingsstudio HAL Laboratory. Serien består av spelen: 
- Super Smash Bros., som släpptes 1999 till Nintendo 64.
- Super Smash Bros. Melee, som släpptes 2001 till Nintendo Gamecube.
- Super Smash Bros. Brawl, som släpptes 2008 till Wii.
- Super Smash Bros. for Nintendo 3DS och Wii U, som släpptes 3 oktober respektive 28 november 2014 till Nintendo 3DS och Wii U.[1]
- Super Smash Bros. Ultimate, som släpptes 7 december 2018 till Nintendo Switch.

## Allmänt
Spelen påminner mycket om varandra både till utseendet och spelsättet. Allihopa är 2D-slagsmålsspel som rent tekniskt utspelar sig i 3D. Antalet spelare kan variera från en till åtta. Alla deltagare väljer varsin figur ur Nintendos spelserier. Vissa figurer har dock figurerat i spel som inte är skapade av Nintendo, som till exempel Pikachu och Lucario som ursprungligen skapades av Game Freak till spelet Pokemon. Gemensamt för alla figurer är dock att det är Nintendo som äger rättigheterna för dem, med ett fåtal undantag: Solid Snake från Metal Gear, Sonic från Sonic the Hedgehog, Mega Man från Mega Man-serien och Pac-Man finns bland figurerna i de två senaste spelen. Rättigheten till de varumärkena ägs av Konami, Sega, Capcom respektive Namco.

## Upplägg
I jämförelse med traditionella slagsmålsspel, där målet bara är att tömma motståndarens livmätare, framstår Super Smash Bros.-spelens upplägg klart mer avancerat. Målet är här att utdela så mycket skada att motståndaren skickas utifrån banan. Varje gång en figur träffar en annan med ett slag, en projektil eller något annat som kan skada byggs offrets skademätare på. Skademätaren börjar på noll procent och stiger ju mer stryk figuren tar. Mätarens tak är 999 procent; det är dock otroligt ovanligt att någon når detta värde. Ett vanligt värde på mätaren när man dör är snarare något hundratal. Ju högre värde på mätaren, desto längre slungas figuren iväg vid en träff. Det enda sättet att döda en spelare är att slunga den utanför banan. Att ens figur har hamnat utanför kanten betyder dock inte att man förlorat, eftersom figurernas förmåga att göra dubbelhopp (eng. "mid-air jumps"), dvs. hopp i luften, ofta räddar dem.

## Spelsätt
Både Super Smash Bros., Super Smash Bros. Melee och Super Smash Bros. Brawl kan spelas på en mängd olika sätt, alla dessa kan dock delas in singleplayer och multiplayer. Allt som kan spelas i multiplayer kan även spelas i singleplayer eftersom man kan ersätta alla mänskliga spelare med spelets datorstyrda spelare, i spelet benämnda som coms (plural av com).
Till att börja med finns time och stock. Båda dessa kan spelas såväl i singleplayer som multiplayer och med eller utan lag. 
I time ska spelarna försöka få så många poäng som möjligt under en viss förutbestämd tid. Poängen fås genom att slå ut andra spelare och förloras genom att själv falla ut. Under spelets gång kan man inte se sina egna poäng (detta går dock med en upplåsning i Melee). 
I stock har istället alla spelare ett förutbestämt antal liv, och när de är slut är det slut för denna spelaren. Siste spelaren som är kvar vinner. 
Utöver dessa två finns Classic Mode, som endast är spelbart i singleplayer. I detta spelläge färdas man över ett bräde mellan "banor". Banorna kan se olika ut, det kan till exempel vara en vanlig match mot en com, ett måltavletest där man ska förstöra ett antal tavlor inom en viss tid eller ta sig till målet på en klassisk plattformsinspirerad bana (något som bara förekommer i Melee). 
Detta är de vanligaste spelsätten de båda spel som släppts än så länge, Melee innehåller dock betydligt fler andra än Super Smash Bros.. Av dessa är Tournament Mode och Special Melee de mest framstående. Tournament Mode är ett turneringsläge där man kan spela stora turneringar eller playoffs mot vänner (eller fiender) eller coms. Special Melee är en samling varianter på standardläget, som nästan alla går att kombinera med Time och Stock. Det kan till exempel vara Giant Melee, där alla figurer blir större än vanligt, eller Slow-motion Melee, där allt går i slowmotion.

## Kontroll
Till skillnad från vanliga slagsmålsspel där man ofta behöver lära sig långa knappkombinationer för att komma någon vart har Super Smash Bros.-spelen ett mycket enkelt kontrollschema. I princip alla attacker utförs genom att styrspaken dras åt ett håll (alternativt inget håll alls) och att en knapp trycks in. Med hjälp av A-knappen utförs standardattackerna som består av slag och sparkar. Den kan också användas för att göra en s.k. smash, en extra hård attack (som gett serien dess namn) genom att spaken dras exakt samtidigt som knappen trycks in. B-knappen i kombination med styrspaken gör figurernas specialattack, ofta något mer spekakulärt som Samus armkanonsskott eller Marios eldbollar. Dessa är grunderna och de är jämförelsevis väldigt lätta att träna in.   

## Spelbara figurer
Av de figurer som medverkar i Super Smash Bros.-serien finns huvudsakligen två kategorier. Dels finns det de som finns tillgängliga sedan start, men även de som kräver att särskilda mål uppfylls för att bli spelbara – så kallade upplåsbara figurer. I Super Smash Bros. for Nintendo 3DS och Wii U och Super Smash Bros. Ultimate så kan man även köpa och ladda ner fler karaktärer än vad som ursprungligen fanns i spelet.
| Figur            | SSB | Melee | Brawl | 3DS/ Wii U | Ultimate | Spelserie               |
| ---------------- | --- | ----- | ----- | ---------- | -------- | ----------------------- |
| Banjo & Kazooie  | ✗   | ✗     | ✗     | ✗          | DLC      | Banjo-Kazooie           |
| Bayonetta        | ✗   | ✗     | ✗     | DLC        | ✔        | Bayonetta               |
| Bowser           | ✗   | ✔     | ✔     | ✔          | ✔        | Super Mario             |
| Bowser Jr.       | ✗   | ✗     | ✗     | ✔          | ✔        | Super Mario             |
| Byleth           | ✗   | ✗     | ✗     | ✗          | DLC      | Fire Emblem             |
| Captain Falcon   | ✔   | ✔     | ✔     | ✔          | ✔        | F-Zero                  |
| Chrom            | ✗   | ✗     | ✗     | ✗          | ✔        | Fire Emblem             |
| Cloud            | ✗   | ✗     | ✗     | DLC        | ✔        | Final Fantasy           |
| Corrin           | ✗   | ✗     | ✗     | DLC        | ✔        | Fire Emblem             |
| Daisy            | ✗   | ✗     | ✗     | ✗          | ✔        | Super Mario             |
| Dark Pit         | ✗   | ✗     | ✗     | ✔          | ✔        | Kid Icarus              |
| Dark Samus       | ✗   | ✗     | ✗     | ✗          | ✔        | Metroid Prime           |
| Diddy Kong       | ✗   | ✗     | ✔     | ✔          | ✔        | Donkey Kong             |
| Donkey Kong      | ✔   | ✔     | ✔     | ✔          | ✔        | Donkey Kong/Super Mario |
| Dr. Mario        | ✗   | ✔     | ✗     | ✔          | ✔        | Super Mario             |
| Duck Hunt Dog    | ✗   | ✗     | ✗     | ✔          | ✔        | Duck Hunt               |
| Falco            | ✗   | ✔     | ✔     | ✔          | ✔        | Star Fox                |
| Fox              | ✔   | ✔     | ✔     | ✔          | ✔        | Star Fox                |
| Ganondorf        | ✗   | ✔     | ✔     | ✔          | ✔        | The Legend of Zelda     |
| Greninja         | ✗   | ✗     | ✗     | ✔          | ✔        | Pokémon                 |
| Hero             | ✗   | ✗     | ✗     | ✗          | DLC      | Dragon Quest            |
| Ice Climbers     | ✗   | ✔     | ✔     | ✗          | ✔        | Ice Climber             |
| Ike              | ✗   | ✗     | ✔     | ✔          | ✔        | Fire Emblem             |
| Incineroar       | ✗   | ✗     | ✗     | ✗          | ✔        | Pokémon                 |
| Inkling          | ✗   | ✗     | ✗     | ✗          | ✔        | Splatoon                |
| Isabelle         | ✗   | ✗     | ✗     | ✗          | ✔        | Animal Crossing         |
| Jigglypuff       | ✔   | ✔     | ✔     | ✔          | ✔        | Pokémon                 |
| Joker            | ✗   | ✗     | ✗     | ✗          | DLC      | Persona                 |
| Kazuya           | ✗   | ✗     | ✗     | ✗          | DLC      | Tekken                  |
| Ken              | ✗   | ✗     | ✗     | ✗          | ✔        | Street Fighter          |
| King Dedede      | ✗   | ✗     | ✔     | ✔          | ✔        | Kirby                   |
| King K. Rool     | ✗   | ✗     | ✗     | ✗          | ✔        | Donkey Kong Country     |
| Kirby            | ✔   | ✔     | ✔     | ✔          | ✔        | Kirby                   |
| Link             | ✔   | ✔     | ✔     | ✔          | ✔        | The Legend of Zelda     |
| Little Mac       | ✗   | ✗     | ✗     | ✔          | ✔        | Punch-Out!!             |
| Lucario          | ✗   | ✗     | ✔     | ✔          | ✔        | Pokémon                 |
| Lucina           | ✗   | ✗     | ✗     | ✔          | ✔        | Fire Emblem             |
| Lucas            | ✗   | ✗     | ✔     | DLC        | ✔        | Earthbound (Mother)     |
| Luigi            | ✔   | ✔     | ✔     | ✔          | ✔        | Super Mario             |
| Mario            | ✔   | ✔     | ✔     | ✔          | ✔        | Super Mario             |
| Marth            | ✗   | ✔     | ✔     | ✔          | ✔        | Fire Emblem             |
| Mega Man         | ✗   | ✗     | ✗     | ✔          | ✔        | Mega Man                |
| Meta Knight      | ✗   | ✗     | ✔     | ✔          | ✔        | Kirby                   |
| Mewtwo           | ✗   | ✔     | ✗     | DLC        | ✔        | Pokémon                 |
| Mii              | ✗   | ✗     | ✗     | ✔          | ✔        | ?                       |
| Min Min          | ✗   | ✗     | ✗     | ✗          | DLC      | ARMS                    |
| Mr. Game & Watch | ✗   | ✔     | ✔     | ✔          | ✔        | Game & Watch            |
| Ness             | ✔   | ✔     | ✔     | ✔          | ✔        | Earthbound (Mother)     |
| Pac-Man          | ✗   | ✗     | ✗     | ✔          | ✔        | Pac-Man                 |
| Palutena         | ✗   | ✗     | ✗     | ✔          | ✔        | Kid Icarus              |
| Peach            | ✗   | ✔     | ✔     | ✔          | ✔        | Super Mario             |
| Pichu            | ✗   | ✔     | ✗     | ✗          | ✔        | Pokémon                 |
| Pikachu          | ✔   | ✔     | ✔     | ✔          | ✔        | Pokémon                 |
| Pikmin & Olimar  | ✗   | ✗     | ✔     | ✔          | ✔        | Pikmin                  |
| Piranha Plant    | ✗   | ✗     | ✗     | ✗          | DLC      | Super Mario             |
| Pit              | ✗   | ✗     | ✔     | ✔          | ✔        | Kid Icarus              |
| Pokémon Trainer  | ✗   | ✗     | ✔     | ✗          | ✔        | Pokémon                 |
| Pyra / Mythra    | ✗   | ✗     | ✗     | ✗          | DLC      | Xenoblade Chronicles    |
| Richter          | ✗   | ✗     | ✗     | ✗          | ✔        | Castlevania             |
| Ridley           | ✗   | ✗     | ✗     | ✗          | ✔        | Metroid                 |
| R.O.B.           | ✗   | ✗     | ✔     | ✔          | ✔        | Robot Series            |
| Robin            | ✗   | ✗     | ✗     | ✔          | ✔        | Fire Emblem             |
| Rosalina & Luma  | ✗   | ✗     | ✗     | ✔          | ✔        | Mario                   |
| Roy              | ✗   | ✔     | ✗     | DLC        | ✔        | Fire Emblem             |
| Ryu              | ✗   | ✗     | ✗     | DLC        | ✔        | Street fighter          |
| Samus            | ✔   | ✔     | ✔     | ✔          | ✔        | Metroid                 |
| Sephiroth        | ✗   | ✗     | ✗     | ✗          | DLC      | Final Fantasy           |
| Sheik            | ✗   | ✔     | ✔     | ✔          | ✔        | The Legend of Zelda     |
| Shulk            | ✗   | ✗     | ✗     | ✔          | ✔        | Xenoblade               |
| Simon            | ✗   | ✗     | ✗     | ✗          | ✔        | Castlevania             |
| Snake            | ✗   | ✗     | ✔     | ✗          | ✔        | Metal Gear              |
| Sonic            | ✗   | ✗     | ✔     | ✔          | ✔        | Sonic the Hedgehog      |
| Sora             | ✗   | ✗     | ✗     | ✗          | DLC      | Kingdom Hearts          |
| Steve            | ✗   | ✗     | ✗     | ✗          | DLC      | Minecraft               |
| Terry            | ✗   | ✗     | ✗     | ✗          | DLC      | Fatal Fury              |
| Toon Link        | ✗   | ✗     | ✔     | ✔          | ✔        | The Legend of Zelda     |
| Villager         | ✗   | ✗     | ✗     | ✔          | ✔        | Animal Crossing         |
| Wario            | ✗   | ✗     | ✔     | ✔          | ✔        | Wario                   |
| Wii Fit Trainer  | ✗   | ✗     | ✗     | ✔          | ✔        | Wii Fit                 |
| Wolf             | ✗   | ✗     | ✔     | ✗          | ✔        | Star Fox                |
| Yoshi            | ✔   | ✔     | ✔     | ✔          | ✔        | Yoshi/Super Mario       |
| Young Link       | ✗   | ✔     | ✗     | ✗          | ✔        | The Legend of Zelda     |
| Zelda            | ✗   | ✔     | ✔     | ✔          | ✔        | The Legend of Zelda     |
| Zero Suit Samus  | ✗   | ✗     | ✔     | ✔          | ✔        | Metroid                 |
| Totalt           | 12  | 26    | 37    | 55         | 89       |                         |

Fotnoter
1. ↑  Pokémon Trainer stannar i bakgrunden medan spelaren tar direkt kontroll över antingen Squirtle, Ivysaur eller Charizard. Spelaren kan välja vilken Pokémon den vill starta med och kan byta mellan dem under strid.
2. ↑  I Super Smash Bros. for Nintendo 3DS och Wii U är Charizard en spelbar karaktär, men Squirtle och Ivysaur är inte spelbara.
3. ↑  I Super Smash Bros. Melee kan Zelda transformeras till Sheik genom att använda hennes ned-B-attack. Man kan även starta matchen som Sheik genom att hålla A-knappen nedtryckt från att man väljer bana. I Super Smash Bros' Brawl kan man också förvandlas mellan Zelda och Sheik under matchen, och hon är dessutom även valbar inom Zeldas figurikon på figurvalsmenyn. I Super Smash Bros. for 3DS and Wii U är Zelda och Sheik separata karaktärer och det går inte att förvandla sig mellan dem.
4. ↑  I Super Smash Bros. Brawl kan man växla mellan Samus och Zero Suit Samus genom att göra en Final Smash. Zero Suit Samus kan också väljas direkt inför strid genom att man väljer Samus och håller ned Z-knappen (om man spelar med Nunchuck) från att man valt karaktär fram tills att man väljer bana. Man kan också gå från Samus till Zero Suit Samus under en match genom att snabbt göra upp-hån, ned-hån, upp-hån. För mer info om hur man kan växla från Samus till Zero Suit Samus i Brawl, se supersmashbros.wikia.com. I Super Smash Bros. for 3DS and Wii U är Samus och Zero Suit Samus separata karaktärer och det går inte att förvandla sig mellan dem.